# Campionati del mondo di atletica leggera 2009 - Lancio del giavellotto femminile
La gara di lancio del giavellotto femminile si è disputata in due giorni: le qualificazioni si sono svolte il 16 agosto, mentre la finale si è svolta il 18 agosto. Hanno partecipato 31 atleta-
La gara è stata vinta dalla tedesca Steffi Nerius, con la misura di 67,30 m, mentre l'argento e il bronzo sono stati vinti, rispettivamente, dalla ceca Barbora Špotáková e dalla russa Marija Abakumova.
Le misure di qualificazione erano 61 m (standard A) o 59 m (standard B).

## Qualificazioni
Per qualificarsi alla finale bisogna ottenere la misura di 62 m (Q) o rientrare nelle prime 12 (q).
| Pos | Gruppo | Atleta                 | Nazionalità | 1° lancio | 2° lancio | 3° lancio | Risultato | Note |
| 1   | A      | Linda Stahl            | Germania    | 63,86     |           |           | 63,86     | Q,   |
| 2   | A      | Martina Ratej          | Slovenia    | 53,13     | 63,42     |           | 63,42     | Q,   |
| 3   | A      | Barbora Špotáková      | Rep. Ceca   | 63,27     |           |           | 63,27     | Q    |
| 4   | B      | Osleidys Menéndez      | Cuba        | 59,86     | 61,94     | x         | 61,94     | q    |
| 5   | A      | Steffi Nerius          | Germania    | 61,00     | x         | 61,73     | 61,73     | q    |
| 6   | B      | Christina Obergföll    | Germania    | 60,04     | 59,86     | 60,74     | 60,74     | q    |
| 7   | A      | Monica Stoian          | Romania     | 59,45     | 60,29     | 55,57     | 60,29     | q    |
| 8   | A      | Vira Rebryk            | Ucraina     | 59,68     | 59,70     | 58,27     | 59,70     | q    |
| 9   | A      | Savva Lika             | Grecia      | 57,26     | x         | 59,64     | 59,64     | q    |
| 10  | B      | Rachel Yurkovich       | Stati Uniti | 59,57     | 53,84     | 59,55     | 59,57     | q    |
| 11  | B      | Maria Nicoleta Negoita | Romania     | 59,46     | x         | 56,32     | 59,46     | q    |
| 12  | A      | Goldie Sayers          | Regno Unito | 56,44     | 58,58     | 58,98     | 58,98     |      |
| 13  | B      | Mikaela Ingberg        | Finlandia   | 53,86     | 57,88     | x         | 57,88     |      |
| 14  | B      | Kimberley Mickle       | Australia   | 57,46     | x         | 56,85     | 57,46     |      |
| 15  | A      | Yainelis Ribeaux       | Cuba        | 57,26     | 57,38     | 56,48     | 57,38     |      |
| 16  | B      | Olha Ivankova          | Ucraina     | 56,91     | 54,86     | 54,85     | 56,91     |      |
| 17  | B      | Sunette Viljoen        | Sudafrica   | x         | 56,83     | 49,45     | 56,83     |      |
| 18  | A      | Mercedes Chilla        | Spagna      | 56,68     | x         | x         | 56,68     |      |
| 19  | B      | Urszula Piwnicka       | Polonia     | 56,33     | 56,49     | 55,74     | 56,49     |      |
| 20  | A      | Maryna Novik           | Bielorussia | 51,56     | 56,44     | 55,01     | 56,44     |      |
| 21  | B      | Yanet Cruz             | Cuba        | 55,50     | 56,19     | x         | 56,19     |      |
| 22  | B      | Ásdís Hjálmsdóttir     | Islanda     | 55,86     | 55,27     | x         | 55,86     |      |
| 23  | A      | Indrė Jakubaitytė      | Lituania    | 55,86     | x         | x         | 55,86     |      |
| 24  | B      | Yuki Ebihara           | Giappone    | 49,14     | 53,30     | 54,81     | 54,81     |      |
| 25  | B      | Moonika Aava           | Estonia     | 49,49     | 52,69     | 53,86     | 53,86     |      |
| 26  | B      | Madara Palameika       | Lettonia    | 51,80     | 52,98     | x         | 52,98     |      |
| 27  | B      | Valeriya Zabruskova    | Russia      | 47,31     | 52,87     | 51,13     | 52,87     |      |
| 28  | A      | Kara Patterson         | Stati Uniti | 50,60     | x         | 52,71     | 52,71     |      |
| 29  | A      | Elisabeth Pauer        | Austria     | x         | 49,32     | 50,88     | 50,88     |      |
| 30  | A      | Serafina Akeli         | Samoa       | 49,58     | x         | x         | 49,58     |      |
|     | A      | Marija Abakumova       | Russia      |           |           |           | dq        |      |

## Finale
Ogni atleta ha a disposizione 3 lanci; le migliori 8 accedono alle 3 prove successive.
| Pos. | Atleta                 | Nazione     | Lanci di qualificazione | Lanci di qualificazione | Lanci di qualificazione | Lanci di finale | Lanci di finale | Lanci di finale | Risultato | Note                                     |
| Pos. | Atleta                 | Nazione     | 1°                      | 2°                      | 3°                      | 4°              | 5°              | 6°              | Risultato | Note                                     |
| ---- | ---------------------- | ----------- | ----------------------- | ----------------------- | ----------------------- | --------------- | --------------- | --------------- | --------- | ---------------------------------------- |
| 1    | Steffi Nerius          | Germania    | 67,30                   | 62,79                   | 65,81                   | x               | 62,27           | x               | 67,30     | Miglior prestazione personale stagionale |
| 2    | Barbora Špotáková      | Rep. Ceca   | 64,94                   | 64,26                   | 66,42                   | 61,29           | 62,25           | 59,74           | 66,42     |                                          |
| 3    | Monica Stoian          | Romania     | 64,51                   | x                       | 61,90                   | 59,62           | 61,84           | 61,53           | 64,51     | Miglior prestazione personale            |
| 4    | Christina Obergföll    | Germania    | x                       | 60,37                   | 64,34                   | x               | 63,02           | x               | 64,34     |                                          |
| 5    | Linda Stahl            | Germania    | 61,64                   | 63,23                   | 63,18                   | 59,00           | 61,33           | 60,90           | 63,23     |                                          |
| 6    | Osleidys Menéndez      | Cuba        | 63,11                   | x                       | x                       | x               | 61,56           | 58,27           | 63,11     | Miglior prestazione personale stagionale |
| 7    | Savva Lika             | Grecia      | 56,55                   | 57,33                   | 58,80                   | 57,29           | x               | 60,29           | 60,29     |                                          |
| 8    | Vira Rebryk            | Ucraina     | 58,25                   | 56,78                   | 57,50                   | non qualificate | non qualificate | non qualificate | 58,25     |                                          |
| 9    | Maria Nicoleta Negoita | Romania     | 57,59                   | 57,65                   | x                       | non qualificate | non qualificate | non qualificate | 57,65     |                                          |
| 10   | Martina Ratej          | Slovenia    | 57,57                   | x                       | x                       | non qualificate | non qualificate | non qualificate | 57,57     |                                          |
| 11   | Rachel Yurkovich       | Stati Uniti | 51,15                   | 50,05                   | x                       | non qualificate | non qualificate | non qualificate | 51,15     |                                          |
|      | Mariya Abakumova       | Russia      |                         |                         |                         |                 |                 |                 | dq        |                                          |